# Morvay Judit
Sz. Morvay Judit (Budapest, 1923. október 3. - 2002. november 2.) néprajzkutató.

## Élete
1948-ban a Budapesti Tudományegyetemen szerzett diplomát és bölcsészdoktorátust. 1949-1950 és 1951-1972 között a Néprajzi Múzeum, 1950-1951-ben a Múzeumok és Műemlékek Országos Központja, majd 1972-től az MTA Néprajzi Kutató Csoport tudományos munkatársa volt.
Kutatási témája a népi táplálkozás és a népi társadalom volt. Felvidéki fényképfelvételei a Néprajzi Múzeum fényképgyűjteményében találhatóak.

## Művei
- 1956 Asszonyok a nagycsaládban - Mátraaljai palóc asszonyok élete a múlt század második felében. Budapest.
- 1962 Népi táplálkozás. Budapest.